# Lăzarea, Harghita
Lăzarea (în maghiară Gyergyószárhegy) este satul de reședință al comunei cu același nume din județul Harghita, Transilvania, România.
Pe teritoriul satului există situl arheologic de la Lăzarea - Castelul Lazăr. În cadrul acestui sit s-au descoperit mai multe așezări:
| Tip      | Epoca                    | Cultura                      | Cod LMI           |
| Așezare  | Epoca bronzului          | neprecizată                  | HR-I-m-B-12671.04 |
| Așezare  | Epoca daco-romană        | neprecizată                  |                   |
| Aașezare | Epoca migrațiilor        | Sântana de Mureș - Cerneahov |                   |
| Așezare  | Epoca medievală timpurie | slavă                        |                   |

## Monumente istorice
- Castelul Lázár
- Biserica romano-catolică
- Mănăstirea Franciscană

## Obiective turistice
- Castelul Lázár — locul unde a locuit familia Lázár și unde este amenajat un muzeu.

## Personalități
- Ioan Căianu (în maghiară Kájoni János, latinizat '„Johannes Caioni”) (n. 8 martie 1629, Căianu Mic - d. 25 aprilie 1687, Lăzarea), muzician, folclorist, constructor și reparator de orgi, umanist, „o adevărată minune a epocii sale”, renascentist și precursor al iluminismului în Transilvania.